# 阿沛·才旺
阿沛·才旺（藏語：ང་ཕོད་ཚེ་དབང་，威利转写：nga phod tshe dbang，？—）女，藏族，西藏拉萨人，阿沛·阿旺晋美的第四女。

## 生平
1951年阿沛·阿旺晋美到北京谈判并签订《十七条协议》时，才旺是他带到北京的唯一一个孩子。
据1993年的报道，阿沛·才旺一直担任父亲阿沛·阿旺晋美的秘书，是父亲的工作助手，安排父亲的各项活动、准备父亲的发言讲稿、收发文件，并在各种活动中为父亲担任翻译。她还参与安排父亲家中的各项事务。直到2009年父亲逝世，她仍然在担任父亲的秘书。